# Castelo de Hluboká

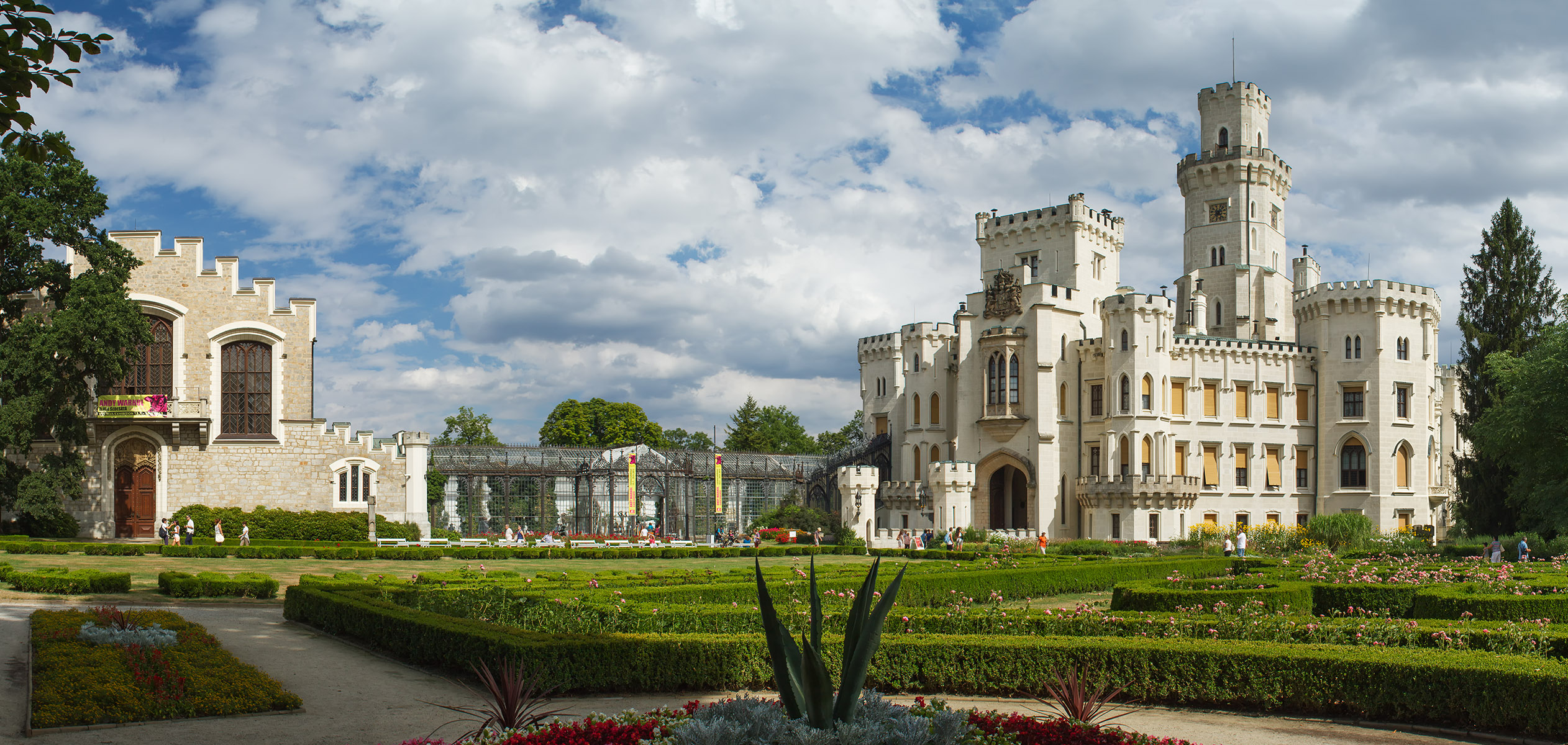
O Castelo em Hluboká nad Vltavou

O Castelo de Hluboká (em alemão: Schloss Frauenberg) é um castelo histórico localizado em Hluboká nad Vltavou, e é considerado um dos castelos mais lindos da República Checa.

## História

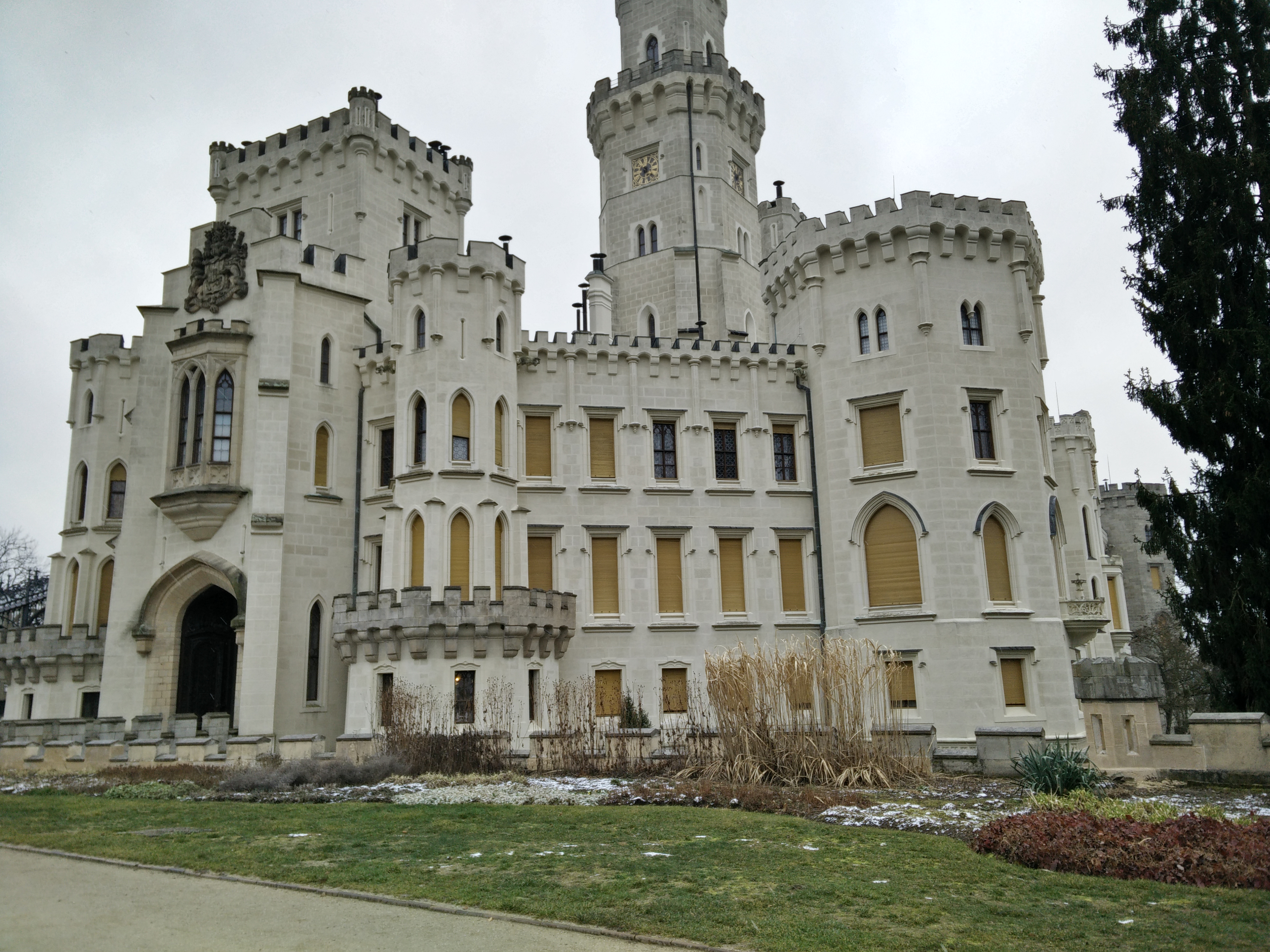
O Castelo visto de frente.

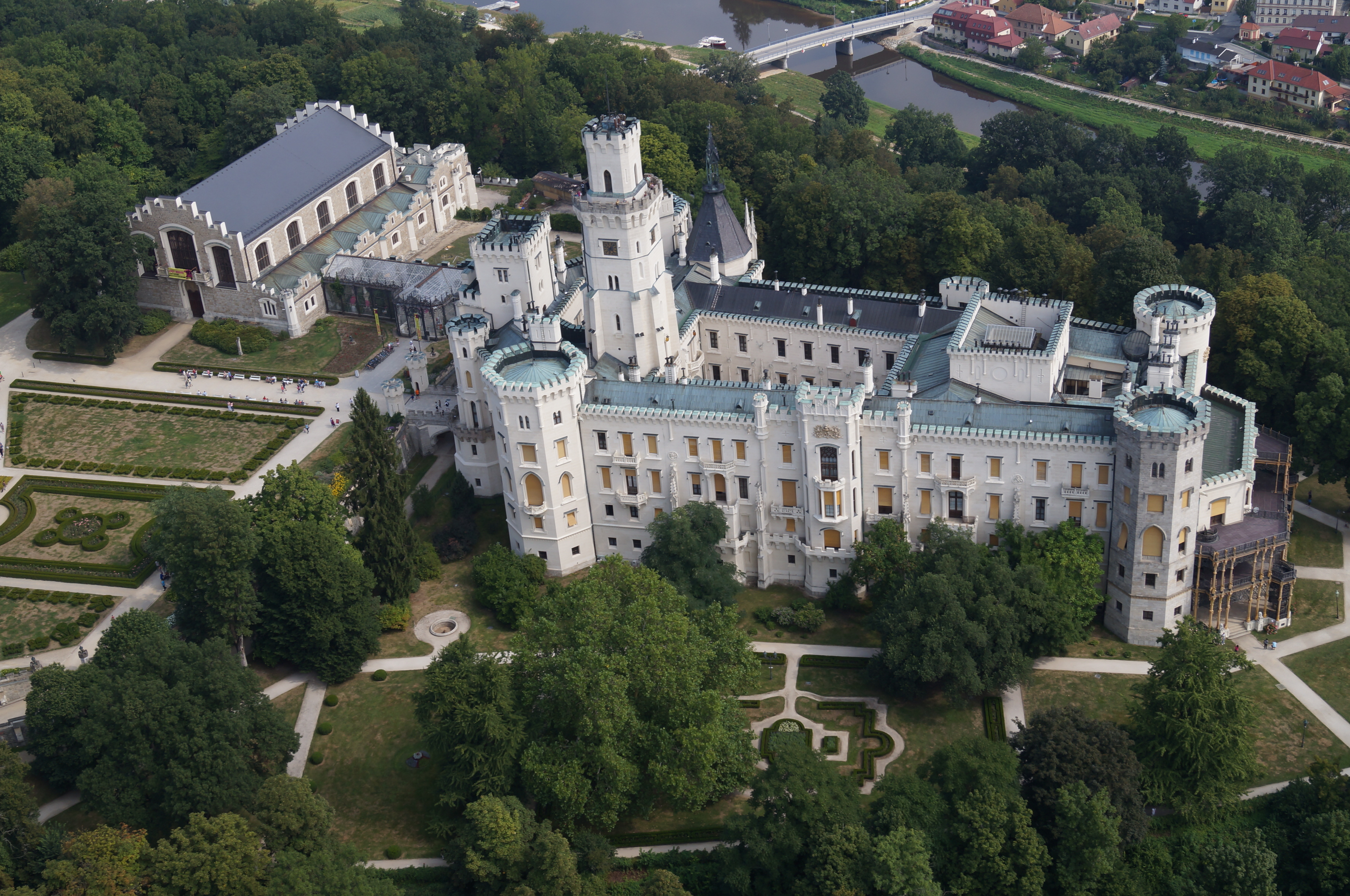
Vista aérea do Castelo.

Na segunda metade do século XIII, um castelo gótico foi construído no local. O castelo foi reconstruído várias vezes. Foi ampliado pela primeira vez no período do Renascimento, e então transformado em um castelo barroco, por ordem de Adam Franz von Schwarzenberg, no início do século XVIII. Chegou à sua aparência atual no século XIX, quando Johann Adolf II von Schwarzenberg ordenou a reconstrução do castelo no estilo romântico do Castelo de Windsor.
Os Schwarzenbergs viveram em Hluboká até 1939, quando seu último dono (Adolfo Schwarzenberg) emigrou pelos mares, para escapar dos Nazistas. Os Schwarzenbergs perderam todas as suas propriedades através de um ato legislativo, o Lex Schwarzenberg, em 1947.

## Informação adicional
O castelo real original de Otacar II da Boêmia, da segunda metade do século XIII, foi reconstruído no fim do século XVI, pelos Lordes de Jindřichův Hradec. Adquiriu a aparência que tem atualmente através do Conde Jan Adam de Schwarzenberg. Baseado no exemplo de Windsor, os arquitetos Franz Beer e F. Deworetzky contruíram um castelo romântico neogótico, sendo rodeado por um parque inglês de aproximadamente 1,9 quilometros quadrados, permanecendo assim de 1841 a 1871. Em 1940, o castelo foi confiscado do seu último dono, Adolfo Schwarzenberg, pela Gestapo, e pelo governo governo da Checoslováquia após o fim da Segunda Guerra Mundial. O castelo encontra-se aberto para o público. Possuía um jardim de inverno e uma área para cavalgada, onde as exibições da Galeria Boêmia do Sul tem sido expostas desde 1956.
O castelo foi usado em cenas do filme Shanghai Knights. Foi usado também como local do Coven do Leste, no filme Underworld: Blood Wars.